# Daria Telizyn
Daria Telizyn (* 31. März 1960 in Toronto, Kanada; † 21. März 2005 in Dunedin, Florida, Vereinigte Staaten) war eine US-amerikanische Pianistin ukrainischer Herkunft.

## Leben
Daria Telizyns Vater, Omelan (Emil) Ivan Telizyn (1930–2011), war Ikonen-Maler, Kirchen-Dekorateur und Bildhauer. Ihre Mutter, Nina Telizyn († 2001), war Opernsängerin und Schauspielerin am Ukrainischen Jungen Theater „Zahrava“ (ukrainisch Український молодий театр «Заграва»).
Daria Telizyn begann ihre musikalische Ausbildung im Alter von drei Jahren am Royal Conservatory of Music in Toronto und studierte später an der University of Western Ontario. Das dortige Studium schloss sie 1980 mit dem Grad Bachelor of Music ab. Danach zog sie nach Paris, um am Pariser Konservatorium zu studieren. Im Anschluss kehrte sie zurück auf den amerikanischen Kontinent, wo sie bis 1985 ein Master-Studium zur klassischen Konzertpianistin am Peabody Conservatory in Baltimore absolvierte.
Erste musikalische Auftritte und Erfolge hatte sie in der Öffentlichkeit nach ihrem Umzug nach Washington, D.C. Im Rahmen ihrer Konzerttätigkeit kam Daria Telizyn nach London, Paris, Kiew (wo sie Rewuzkyjs Pianokonzert mit dem Nationalen Sinfonieorchester der Ukraine begleitete), nach Washington, Frankfurt, Brüssel, Toronto und nach Mexiko. Sie tourte in Deutschland und Österreich mit dem National Symphony Orchestra und in den Vereinigten Staaten zweimal mit dem Kiewer Kammerorchester.
Ihre letzten Lebensjahre verbrachte Telizyn im US-Bundesstaat Florida. Eine Reihe von Krankheiten hinderte sie an der weiteren Ausübung ihrer Konzerttätigkeit. Am 21. März 2005 starb sie in Folge einer Notoperation in Dunedin.
Es existiert ein nach ihr benanntes Stipendium, welches für kanadische Musikstudienbeginner, insbesondere mit ukrainischen Wurzeln, vorgesehen ist.

## Kritiken
Die Washington Post (Sept. 1986) (Okt. 1986) (Mai 1990) schrieb über sie: Telizyn immediately displayed deep musicality and sensitive phrasing and construction („Telizyn zeigte unverzüglich eine tiefe Musikalität und gefühlvolle Phrasierungen und Konstruktionen“).
In der Times Union (Albany, New York) war zu lesen: Telizyn made the piano sing, ..., soulful and zealous. The Berkshire Eagle (Pittsfield, Massachusetts) schrieb: Her pianism is phenomenal. Und die Washington Post kommentierte: There were moments of sheer brilliance, ... („Da waren Augenblicke der schneidenden Brillanz,“ ...)

## Diskografie
- 1988: Daria Telizyn plays Liszt
- 1988: Grande Fantasie Symphonique/Totentanz[6][7]
- 1990: Welt-Ersteinspielung von zwei Liszt-Werken mit dem Kiewer Sinfonieorchester
- 2002: Tchaikovsky: Tranquillity[8]